# Coupe de La Réunion de football 2010
Navigation
Édition précédente Édition suivante
La Coupe de La Réunion de football 2010 est la 44e édition de la compétition. Le vainqueur de cette édition est l'US Sainte-Marienne.

## Changements
Après vérifications des bilans financiers des 14 clubs de D1P, six clubs de l'élite ne pourront pas s'engager pour cette édition de la coupe.
Ces clubs sont l'US Stade Tamponnaise, l'AS Excelsior, la JS Saint-Pierroise, la SS Jeanne d'Arc, la SS Capricorne et le Saint-Denis FC.

## Quarts de finale
Les matchs sont prévus le 30 octobre et 10 novembre 2010.
Résultats des rencontres
| Division | Club                 | Résultat | Club               | Division | Lieu                               | Date, heure        |
| -------- | -------------------- | -------- | ------------------ | -------- | ---------------------------------- | ------------------ |
| (D2R)    | CO Terre-Sainte      | 3 - 2    | SS Jeanne d'Arc    | (D1P)    | Stade Michel Volnay (Saint-Pierre) | 30 octobre, 20h00  |
| (D1P)    | SS Gauloise          | 0 - 1    | US Sainte-Marienne | (D1P)    | Stade Paul Moreau (Bras-Panon)     | 29 octobre, 20h00  |
| (D1P)    | US Stade Tamponnaise | 3 -2 ap  | AS Excelsior       | (D1P)    | Stade Klébert-Picard (Le Tampon)   | 10 novembre, 20h00 |
| (D1P)    | Saint-Denis FC       | 1-0      | Saint-Pauloise FC  | (D1P)    | Stade Jean-Ivoula (Saint-Denis)    | 10 novembre, 20h00 |

## Demi finales
Résultats des rencontres noteles demi-finales ont lieu sur le même stade Michel Volnay le même jour
| Division | Club                 | Résultat | Club            | Division | Lieu                               | Date, heure        |
| -------- | -------------------- | -------- | --------------- | -------- | ---------------------------------- | ------------------ |
| (D1P)    | US Stade Tamponnaise | 2 1      | CO Terre-Sainte | (D2R)    | Stade Michel Volnay (Saint-Pierre) | 28 novembre, 15h45 |
| (D1P)    | US Sainte-Marienne   | 2 - 1    | Saint-Denis FC  | (D1P)    | Stade Michel Volnay (Saint-Pierre) | 28 novembre, 18h15 |

## Finale
| 5 décembre 2010 17h00 GMT | US Sainte-Marienne      | 1 - 0 | US Stade Tamponnaise | Stade Jean Ivoula, Saint-Denis |                          |
|                           | Britton Mandilimana 83e |       |                      | Arbitrage : Steeve Dubec       | Arbitrage : Steeve Dubec |

## Sources
- (fr) Site de la LRF (Ligue Réunionnaise de Football)